# NGC 1152
NGC 1152 is een lensvormig sterrenstelsel in het sterrenbeeld Eridanus. Het hemelobject werd op 10 november 1885 ontdekt door de Amerikaanse astronoom Lewis A. Swift.

## Synoniemen
- PGC 11182
- MCG -1-8-19